# 加稲九郎次町
加稲九郎次町（かいなくろうじちょう）は、愛知県弥富市の地名。

## 地理
旧弥富町中央西部に位置する。西から南は加稲、北は稲吉に接する。

## 歴史

### 町名の由来
伊勢国桑名郡長島村在の伊藤九郎治が開発したことによる。

### 沿革
- 文化8年 - 伊藤九郎治らが開発し、伊勢長島藩領伊勢国桑名郡加稲九郎治新田となる[1]。
- 1880年（明治13年） - 愛知県海西郡加稲九郎治新田となる[1]。
- 1889年（明治22年） - 両国村大字加稲九郎治新田となる[1]。
- 1906年（明治39年） - 鍋田村大字加稲九郎治新田となる[1]。
- 1937年（昭和12年） - 鍋田村大字加稲九郎治となる[1]。
- 1955年（昭和30年） - 弥富町大字加稲九郎治となる[1]。
- 1970年（昭和45年） - 一部が加稲に編入され、堤防および用水敷地のみが残る[1]。
- 2006年（平成18年）4月1日 - 弥富町大字加稲九郎次字一ノ割が弥富市加稲九郎次町一ノ割となる[WEB 2]。